# La Rivière Fuefuki
Pour plus de détails, voir Fiche technique et Distribution.
La Rivière Fuefuki (笛吹川, Fuefukigawa) est un film japonais réalisé par Keisuke Kinoshita et sorti en 1960.

## Synopsis
XVIe siècle : la chronique de cinq générations d'une famille de paysans pauvres au Japon. Dans une époque traversée par de continuelles guerres civiles, le fils aîné se met au service d'un seigneur de la guerre. Ses autres frères le suivent afin d'échapper à leur condition misérable.

## Fiche technique

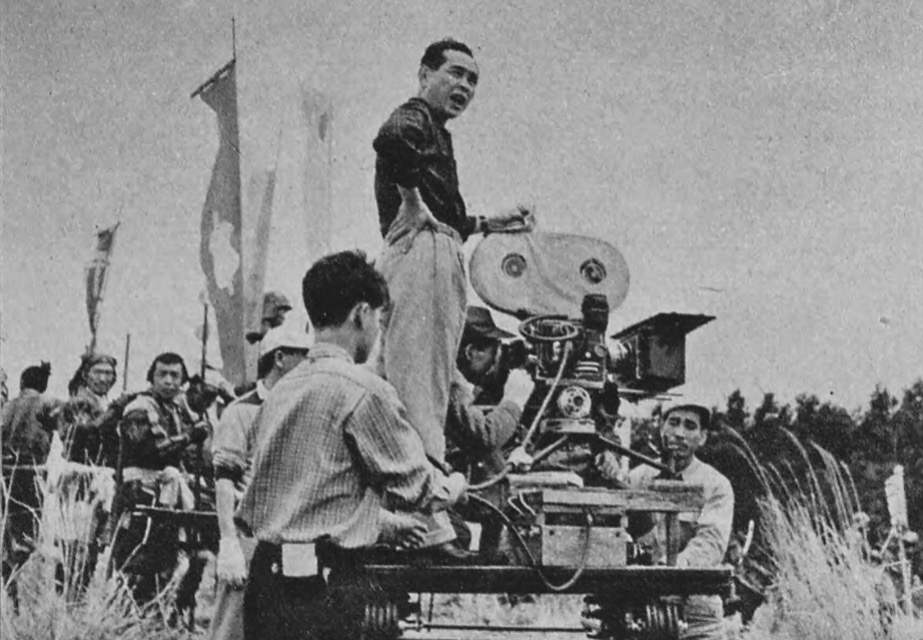
Keisuke Kinoshita sur le tournage de La Rivière Fuefuki.

- Titre du film : La Rivière Fuefuki
- Titre original : 笛吹川 (Fuefukigawa?)
- Réalisation et scénario : Keisuke Kinoshita, d'après le roman de Shichirō Fukazawa
- Photographie : Hiroyuki Kusuda
- Musique : Chūji Kinoshita
- Décors : Kisaku Itō
- Direction artistique : Kōhei Ezaki
- Société de production : Shōchiku
- Genre : drame ; film de guerre ; jidai-geki
- Pays de production :  Japon
- Langue originale : japonais
- Format : noir et blanc avec des images partiellement ou totalement colorisées en monochrome - 2,35:1 - 35 mm - son mono
- Durée : 117 minutes (métrage : neuf bobines - 3 208 m[1])
- Date de sortie :
  - Japon : 19 octobre 1960[1]

## Distribution artistique
- Takahiro Tamura : Sadahei
- Hideko Takamine : Okei
- Yūsuke Kawazu : Jiro
- Matsumoto Kōshirō IX : Sozo, le premier fils
- Nakamura Kichiemon II : Yasuzo, le deuxième fils
- Shinji Tanaka : Heikichi, le troisième fils
- Shima Iwashita : Ume, la sœur
- Masao Oda (ja) : Hanpei

## Commentaire
Comme dans Narayama Bushiko (1958), Fuefukigawa est empreint d'une riche théâtralité, soutenue par l'usage de la couleur qui évoque les estampes japonaises. Dans les scènes de batailles, Kinoshita use d'images fixes qui stoppent et suspendent l'action. En 1960, une telle technique semblait neuve, mais, en réalité, elle se rapprochait du kamishibai, théâtre d'ombres chinoises auquel fut parfois comparé, avec force mépris, selon Donald Richie, le cinéma de Kenji Mizoguchi. 
De fait, comme pour La Harpe de Birmanie de Kon Ichikawa (1956) ou Ran de Kurosawa (1985), « on y voit plus de cadavres de soldats gisant dans leur sang que de téméraires combattants. ».
Ce qu'exprime le film, c'est l'inhumanité et le caractère dérisoire des combats livrés par les samouraïs en comparaison de la ténacité des paysans qui, « accrochés à leurs terres, s'entraident pour survivre. ».

## Récompense
- Prix Blue Ribbon 1961 du meilleur acteur dans un second rôle pour Masao Oda (ja)[5]